# Avatime jezik
Avatime jezik (afatime, si-ya, sia, sideme; ISO 639-3: avn), jedan od tri avatime-nyangbo jezika, šire skupine left bank, koji se govori na jugoistoku Gane.
Srodni su mu nyangbo [nyb] i tafi [tcd]. 24 000 govornika (2003). Pismo: latinica.

## Vanjske poveznice
- Ethnologue (14th)
- Ethnologue (15th)